# 灯台 (TUBEの曲)
「灯台」（とうだい）は、TUBEの59作目のシングル。2015年（平成27年）12月16日発売。

## 概要
- 前作「TONIGHT」から約2か月ぶりとなるシングルで、TUBE30周年記念企画年に4回リリースされる春・夏・秋・冬シングルの冬篇である。
- 本作でジャケットを飾ったのは、いまさらサーフサイドの春畑道哉、SUMMER TIMEの前田亘輝、TONIGHTの松本玲二に続いてベースの角野秀行。春畑、前田、松本と同じく、本作のカップリング曲のボーカルを担当したほか、作詞・作曲も担当した。
- 初回完全生産限定盤A、初回生産限定盤B、通常盤の3形態で発売されており、初回盤Aはクリスマスオーナメント付きのボックス仕様、初回盤Bには角野秀行撮影のフォトカレンダー2016入りの三方背ボックス仕様、通常盤にはアナザージャケットが封入されている。なお、CDの収録曲は全形態共通である。
- 表題曲は2016年（平成28年）の野外ライブの本編のラスト曲でもあり噴水曲でもあった。
- 2022年、松本和巳監督作品映画「旅のはじまり」にて同曲が挿入歌として使用された[2]。
- 表題曲は前作と同様に長い間アルバム未収録のままだったが、2025年発売のベストアルバム『All Singles TUBEst -White-』にて初めてアルバムに収録された。

## ミュージックビデオ
- 今作品も前作同様ミュージックビデオには松岡茉優と落合モトキが恋人同士として出演している。

## 収録曲
| 全編曲: 鳥山雄司。 |                         |           |           |       |
| #                  | タイトル                | 作詞      | 作曲      | 時間  |
| 1.                 | 「灯台」                | 前田亘輝  | 春畑道哉  | 4:37  |
| 2.                 | 「Love In White」       | 前田亘輝  | 春畑道哉  | 4:12  |
| 3.                 | 「Back To Good Days」   | 角野秀行  | 角野秀行  | 4:24  |
| 4.                 | 「灯台（Instrumental)」 |           | 春畑道哉  | 4:35  |
| 合計時間:          | 合計時間:               | 合計時間: | 合計時間: | 17:48 |

## 収録アルバム
- All Singles TUBEst -White- (#1)

## タイアップ
灯台
- 松本和巳監督作品映画「旅のはじまり」挿入歌。(2022年)